# MercedesCup 2019
MercedesCup 2019 — тенісний турнір, що проходив на трав'яних кортах у місті Штутгарт, Німеччина з 10 червня. Належав до категорії ATP Tour 250.

## Фінальна частина

### Одиночний розряд
Маттео Берреттіні —  Фелікс Оже-Аліассім 6–4, 7–6(13–11)

### Парний розряд
Джон Пірс (тенісист) /  Бруно Соарес —  Роган Бопанна /  Денис Шаповалов 7–5, 6–3